# Cachrys alpina
Cachrys alpina är en flockblommig växtart som beskrevs av Friedrich August Marschall von Bieberstein. Cachrys alpina ingår i släktet Cachrys och familjen flockblommiga växter. Inga underarter finns listade i Catalogue of Life.